# Comisarul Maigret se înfurie
Comisarul Maigret se înfurie (titlul original: în franceză Maigret voit rouge) este un film polițist franco-italian, realizat în 1963 de regizorul Gilles Grangier, după romanul Maigret, Lognon et les Gangsters scris în 1952 de scriitorul Georges Simenon. Protagoniștii filmului sunt actorii Jean Gabin, Michel Constantin, Vittorio Sanipoli și Françoise Fabian. 

## Conținut
În apropiere de Gara Paris-Nord, o persoană a fost grav rănită de bărbați înarmați. La sosirea poliției, victima a dispărut. Comisarul Maigret, asistat de inspectorul Lognon, descoperă că sunt gangsteri americani. Numărul de înmatriculare a mașinii atacatorilor, identificată de un martor, îl conduce pe Lognon la un bar, condus de un american de origine siciliană, unde lucrează o fată belgiană, Lily, care a găzduit gangsterii. Lognon este răpit de ei și bătut pentru a fi întimidat. Comisarul Maigret va reuși, după aventuri periculoase, să descopere de ce gangsterii din Saint Louis (Missouri) au venit la Paris, unde au scăpat de un martor inconfortabil.

## Distribuție
- Jean Gabin – comisarul Maigret
- Michel Constantin – Cicéro, americanul
- Vittorio Sanipoli – Pozzo, proprietarul barului
- Paul Frankeur – comisarul Bonfils
- Guy Decomble – inspectorul Lognon
- Françoise Fabian – Lily, barmanița, amanta lui Bill
- Paulette Dubost – patroana hotelului
- Laurence Badie – Lucienne
- Rickie Cooper – Charlie, americanul
- Marcel Bozzuffi – inspectorul Torrence
- Roland Armontel – doctorul Fezin
- Jacques Dynam – inspectorul Lucas
- Harry Max – Curtiss
- Paul Carpenter – Harry McDonald, diplomatul american
- Edward Meeks – Bill Larner, americanul
- Carlo Nell – băiatul din „Manhattan”
- Charles Bouillaud – farmacistul
- Albert Michel – portarul hotelului
- Jean-Louis Le Goff – un inspector
- André Dalibert – un inspector
- Roger Dutoit – Bidoine
- Louis Viret – proprietarul cafenelei (nemenționat)
- Henri Lambert – inspectorul Groussard (nemenționat)